# دولف إيدي
دولف إيدي هو صانع الخزائن ‏ ونقابي وسياسي أسترالي، ولد في 2 مايو 1918 في ريتشموند ‏ في أستراليا، وتوفي في 5 مايو 1989. نشط حزبياً في حزب العمل الأسترالي (فرع فكتوريا) ‏. وقد انتخب عضو المجلس التشريعي الفيكتوري ‏ عن دائرة Thomastown Province ‏ (20 مارس 1976 – 2 أبريل 1982) وانتخب عضو المجلس التشريعي الفيكتوري ‏ عن دائرة Doutta Galla Province ‏ (30 مايو 1970 – 19 مارس 1976).